# Саванова мангуста
Савановата мангуста още мангуста на Дибовски (Dologale dybowskii) е вид бозайник от семейство Мангустови (Herpestidae), единствен представител на род Dologale.

## Разпространение
Видът е разпространен в Демократична република Конго, Уганда, Централноафриканска република и Южен Судан.